# 216 Kleopatra
216 Kleopatra (mednarodno ime je tudi 216 Kleopatra) asteroid tipa M v glavnem asteroidnem pasu. 

## Odkritje
Asteroid je odkril avstrijski astronom Johann Palisa (1848 – 1925) 10. aprila 1880 v Pulju. Imenuje se po kraljici Kleopatri iz Egipta. 

## Lastnosti
Asteroid Kleopatra obkroži Sonce v 4,67 letih. Njegova tirnica ima izsrednost 0,252, nagnjena pa je za 13,136 ° proti ekliptiki. Okoli svoje osi se zavrti v  5,385 h, mere asteroida pa so  217 ×94 × 81 km .
Asteroid Kleopatra ima zelo nenavadno obliko, ki jo lahko primerjamo s pasjo kostjo. Njegova dvodelna oblika je bila odkrita s pomočjo adaptivne optike  na Observatoriju La Silla (Čile).
S pomočjo radarskih signalov so astronomi z uporabo Radijskega teleskopa Arecibo uspeli določiti bolj natančno obliko asteroida. Nekateri trdijo, da je asteroid sestavljen iz dveh po velikosti podobnih asteoidov, ki se dotikata. Takšna dva asteroida ob rahlem trku nista razpadla, ampak sta ostala skupaj.

## Naravni sateliti
V septembru 2008 je Franck Marchis s sodelavci na Observatoriju Keck objavil, da je s pomočjo adaptivne optike odkril dva naravna satelita, ki obkrožata Kleopatro. Dobila sta začasno oznako S/2008 (216) 1 in S/2008 (216) 2.